# Cantó de Le Tampon-3
El cantó de Le Tampon-3 és un cantó de l'illa de la Reunió, regió d'ultramar francesa de l'oceà Índic. Correspon a una fracció de la comuna de Le Tampon.

## Història
| Data d'elecció | Identitat  | Partit |
| -------------- | ---------- | ------ |
| 2001 -         | Guy Sorres |        |